# Kaoli Isshiki
Kaoli Isshiki (一色 香織, Isshiki Kaori) est une chanteuse lyrique d'origine japonaise (soprano).

## Biographie

### Début de carrière
Après des études de chant à l'Université nationale des beaux-arts et de la musique de Tokyo (Japon), Kaoli Isshiki, fascinée par la musique française, rejoint Paris en 1996 pour compléter ses études à l'École normale de musique de Paris.
Sa carrière professionnelle en Europe débute au sein du Chœur de chambre Accentus (de 1996 à 2001).
Grâce à sa technique vocale performante, son équilibre musical, sa sensibilité ainsi que son timbre de voix cristallin, Kaoli Isshiki est vite recommandée en tant que soliste de concert, notamment pour la musique baroque, moderne et contemporaine.

## Prix internationaux
En 2001, elle obtient le deuxième prix opéra du concours international de chant de Paris et le prix spécial « Henry Lemoine » du concours international d’interprétation de la mélodie française à Toulouse.
En 2002, elle est finaliste du concours international de chant « Francisco Viñas » de Barcelone.
Enfin, en 2003, elle est lauréate du concours international de chant de Clermont-Ferrand et obtient le second prix au concours international de chant baroque de Chimay.

## Ensembles vocaux et chœurs
Depuis son arrivée en France, Kaoli Isshiki collabore occasionnellement avec des ensembles vocaux ou chœurs dont notamment le Chœur de Radio France, A Sei Voci, Chœur de chambre néerlandais (en).
Régulièrement elle se produit avec l'Ensemble Musicatreize (depuis 2001,,),l'Ensemble européen William Byrd (depuis 2005), Ludus Modalis (depuis 2008) et l’Ensemble Les Métaboles (depuis 2021).

## Carrière soliste
Kaoli Isshiki est fréquemment invitée en tant que chanteuse soliste pour des ensembles vocaux (voir ci-dessus) ou instrumentaux comme l'Ensemble InterContemporain,, Il Seminario Musicale, Ensemble 2e2m, TM+, Emsemble Ictus,, etc.
Elle participe également à des opéras (en particulier à l'Opéra de Rouen,).
Elle propose, accompagnée d'un(e) pianiste, un récital personnel d'œuvres croisées entre Orient et Occident : Debussy, Poulenc, Fauré y côtoient Sadao Bekku, Hidéo Kobayashi, ou encore Hikaru Hayashi.
Elle a également participé à de nombreux enregistrements, notamment Circé de Dominique Lemaître pour soprano et 8 violoncelles, Micromégas de Paul Méfano dans le rôle de La Bonimenteuse, L'Arbalète magique de Tôn-Thât Tiêt dans le rôle de La Princesse Mi-Châu, et un DVD Le Tombeau à partir de l’œuvre de Marc-Antoine Charpentier joué par Il Seminario Musicale.